# Río Aspropótamos
El Aspropótamos (literalmente, ‘río blanco’) es un río de la vertiente del mar Jónico de Grecia que discurre por la región de Epiro, en el noroeste del país. 
Antiguamente se lo conocía con el nombre  Aqueloo: 
- Ἀχελῷος [ajelóos] o Akhelōos, en griego antiguo
- Αχελώος o Aqueloos (en latín: Ăchĕlōus, -i),[1]

En la Edad Antigua formaba la frontera entre Acarnania y Etolia. 
Los griegos lo reverenciaban como el dios-río Aqueloo.
El río tiene su fuente en el macizo montañoso del Pindo, cerca del monte Lakmos, en la prefectura de Trikala, a una altitud aproximada de 2295 m.
Es uno de los ríos más largos de Grecia. Se confunde con la frontera administrativa entre la prefectura de Arta en el Epiro y la de Trikala, y luego la de Karditsa, en Tesalia.
Desemboca en el mar Jónico y en parte en el golfo de Patras, vía la laguna de Messolonghi, al oeste de la ciudad del mismo nombre.
Tiene una longitud de 217 km y drena una cuenca de 6329 km².
Desde 1960 es utilizado para la producción hidroeléctrica.